# St.-Aegidien-Marktkirche (Osterode am Harz)

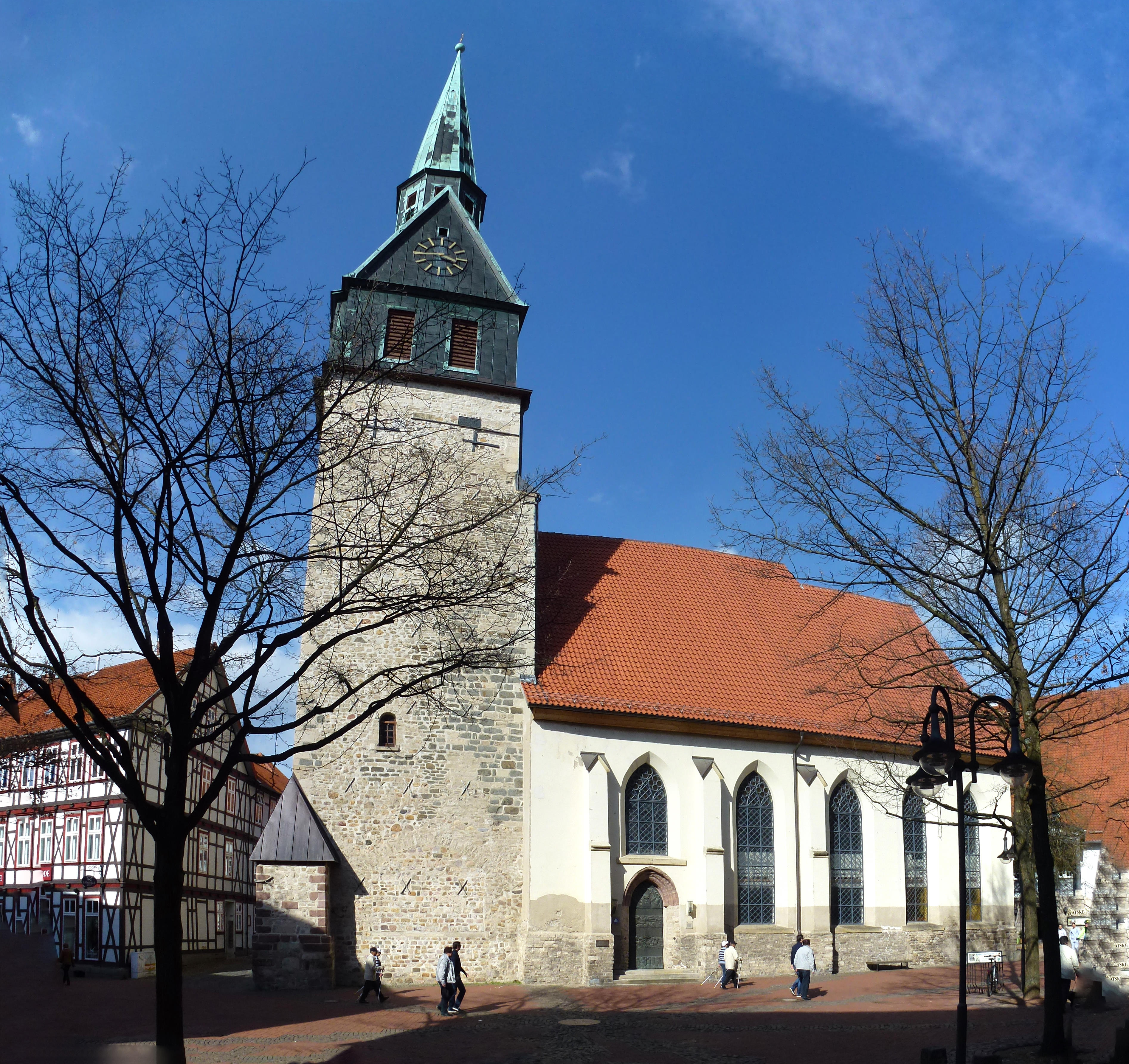
St.-Aegidien-Marktkirche

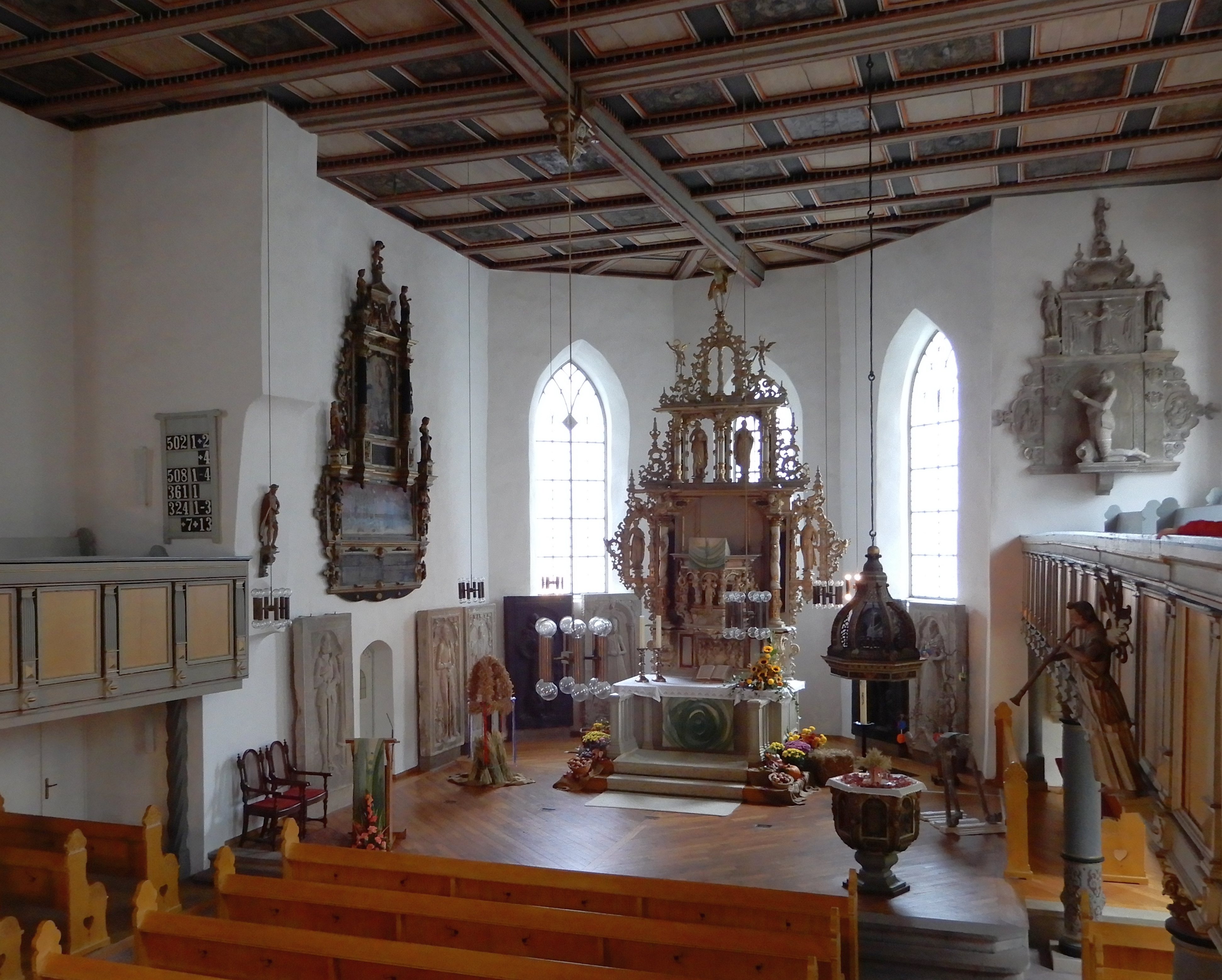
Altarraum der Marktkirche

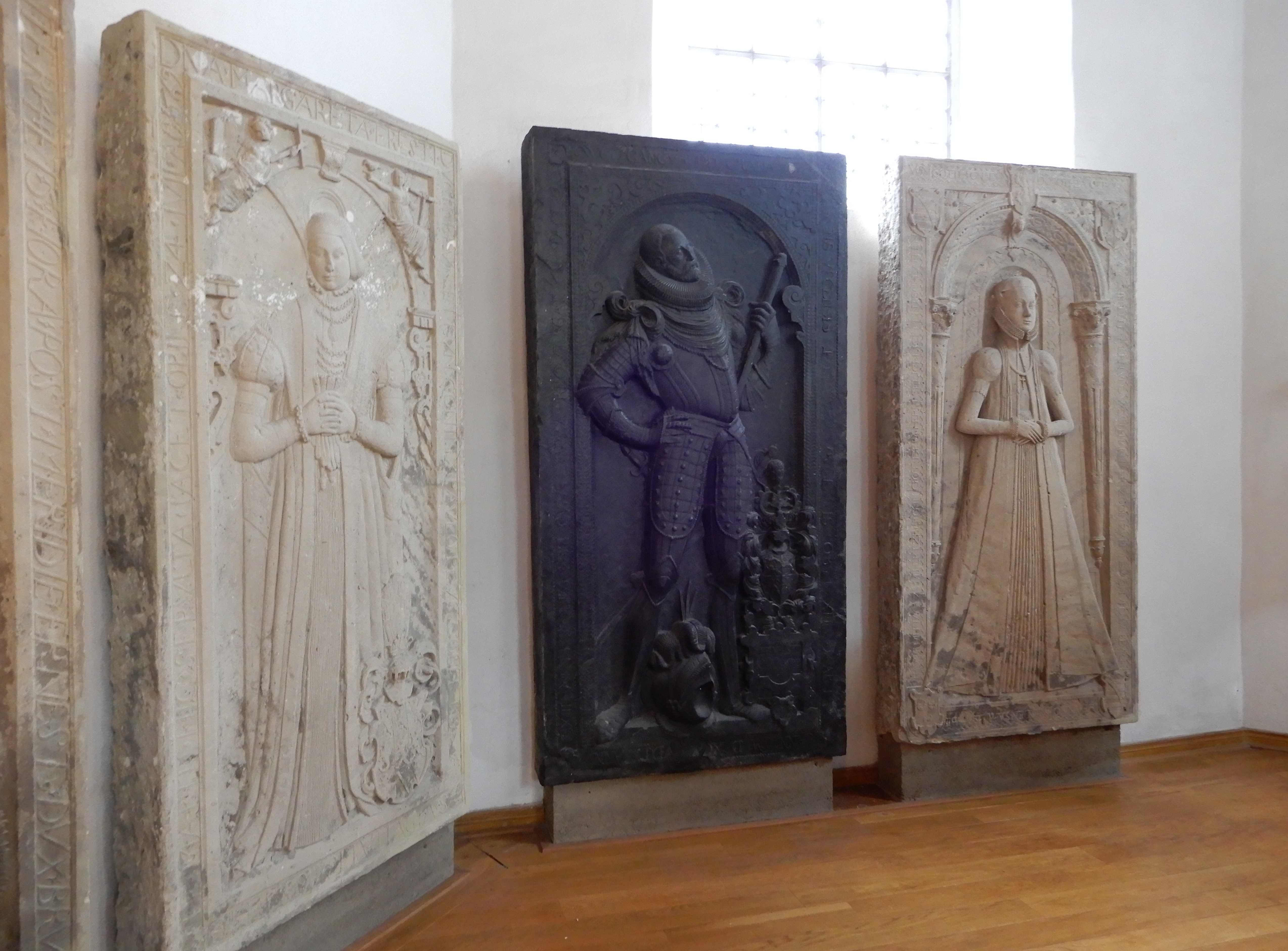
Interieur der Marktkirche

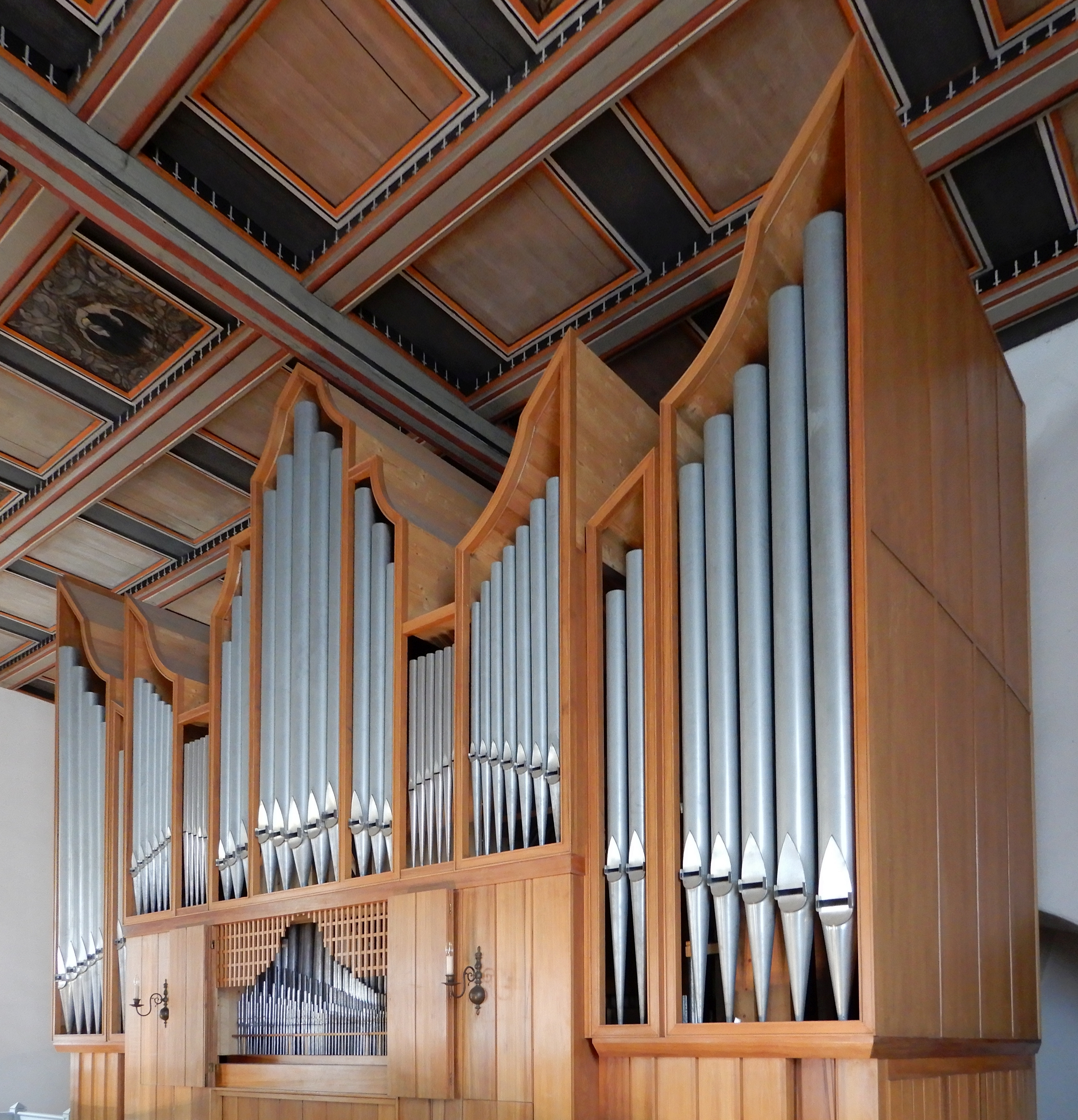
Orgel der Marktkirche

Die evangelisch-lutherische denkmalgeschützte St.-Aegidien-Marktkirche befindet sich am Martin-Luther-Platz in Osterode am Harz im Landkreis Göttingen in Niedersachsen. Die Kirchengemeinde gehört zum Kirchenkreis Harzer Land im Sprengel Hildesheim-Göttingen der Evangelisch-lutherischen Landeskirche Hannovers.

## Beschreibung
Die erste urkundliche Erwähnung der Kirche stammt aus dem Jahr 1367. Die mittelalterliche Saalkirche wurde aus Bruchsteinen errichtet. Sie ist bis auf den querrechteckigen Kirchturm im Westen verputzt. Nach dem Brand von 1545 wurde das Langhaus bereits 1551 wiederhergestellt. Der Turm wurde erst 1578–1579 wieder fertiggestellt. Die Wände des Langhauses werden von Strebepfeilern gestützt. Die südliche Mauer des dreiseitig abgeschlossenen Chors wurde 1636 in die Flucht des Langhauses gerückt. Die Sakristei aus Holzfachwerk wurde erst 1862 angebaut. Bei der Kirchenrenovierung 1951–1953 wurden am Turm das Geschoss für den Glockenstuhl und das ihn bedeckende Satteldach, aus dem sich ein steiler Dachreiter erhebt, erneuert und mit Kupferblech überzogen. Er hat heute die Höhe von 64 m.
Die Eingangstür aus Bronze wurde von dem Bildhauer Werner-Joachim Schatz aus dem Osteroder Stadtteil Lerbach als Tür der Hoffnung entworfen und 1982 eingebaut.

### Inneres
Die hölzerne Kassettendecke aus dem 16. Jahrhundert erhielt inzwischen eine hölzerne Stütze. In jedes zweite Feld ist der Kopf einer biblischen Gestalt gemalt. Einzelne Motive von Kirchenvätern lassen darauf schließen, dass Teile davon aus vorreformatorischer Zeit stammen. Die zeitweilig verputzte Decke wurde 1953 wieder freigelegt.
Zur Kirchenausstattung gehört ein mit Knorpelwerk verziertes, frühbarockes Altarretabel mit Kanzel, das Andreas Gröber 1660 geschnitzt hat. Die Kniebänke stammen aus der Zeit des Rokoko. Das hölzerne Taufbecken mit einem hohen Deckel ist mit 1589 datiert. Es stammt aus der 1927 abgebrochenen Johanniskirche in der Johannisvorstadt. Die Seiten zieren Reliefs der vier Evangelisten und eine Christusfigur.
An der dreiseitig umlaufenden Empore sind die Felder der Brüstungen durch Pilaster abgeteilt. Seit 1551 diente der Chor als Grablege der mit Philipp II. 1596 ausgestorbenen Welfenlinie der Herzöge von Braunschweig-Grubenhagen.
Die erste Orgel war schon vor der Reformation vorhanden. Die heutige Orgel ist bereits die fünfte. Sie hat 26 Register, verteilt auf zwei Manuale und das Pedal, und wurde 1957 von der Werner Bosch Orgelbau gebaut und von ihr 2000 instand gesetzt und im Pedal erweitert.